# Oscar for bedste klipning
Oscar for bedste klipning (på engelsk Academy Award for Best Film Editing) er en oscar-statuette, der gives til en filmklipper for et af dennes værker i det forløbne år. Prisen er blevet uddelt siden 1934.

## Prismodtagere

### 1930'erne
| År                              | Film                             | Klipper(er) |
| ------------------------------- | -------------------------------- | ----------- |
| 1934 (7.)                       |                                  |             |
| Eskimo                          | Conrad A. Nervig                 |             |
| Cleopatra                       | Anne Bauchens                    |             |
| Kærlighedens Symfoni            | Gene Milford                     |             |
| 1935 (8.)                       |                                  |             |
| En skærsommernatsdrøm           | Ralph Dawson                     |             |
| David Copperfield               | Robert J. Kern                   |             |
| Forræder                        | George Hively                    |             |
| Les Misérables                  | Barbara McLean                   |             |
| The Lives of a Bengal Lancer    | Ellsworth Hoagland               |             |
| Mutiny on the Bounty            | Margaret Booth                   |             |
| 1936(9.)                        |                                  |             |
| Anthony Adverse                 | Ralph Dawson                     |             |
| Mands vilje                     | Edward Curtiss                   |             |
| Revykongen Ziegfeld             | William S. Gray                  |             |
| Lloyds of London                | Barbara McLean                   |             |
| To byer                         | Conrad A. Nervig                 |             |
| Theodora leger med ilden        | Otto Meyer                       |             |
| 1937 (10.)                      |                                  |             |
| Tabte horisonter                | Gene Havlick og Gene Milford     |             |
| Den frygtelige sandhed          | Al Clark                         |             |
| Havets helte                    | Elmo Veron                       |             |
| Den gode jord                   | Basil Wrangell                   |             |
| 100 Mand og een Pige            | Bernard W. Burton                |             |
| 1938 (11.)                      |                                  |             |
| Robin Hood                      | Ralph Dawson                     |             |
| Alexander's Ragtime Band        | Barbara McLean                   |             |
| Den store vals                  | Tom Held                         |             |
| Vor tids helte                  | Tom Held                         |             |
| Du kan ikke tage det med dig    | Gene Havlick                     |             |
| 1939 (12.)                      |                                  |             |
| Borte med blæsten               | Hal C. Kern og James E. Newcom   |             |
| Goodbye, Mr. Chips              | Charles Frend                    |             |
| Mr. Smith kommer til Washington | Gene Havlick og Al Clark         |             |
| Og regnen kom                   | Barbara McLean                   |             |
| Diligencen                      | Otho Lovering og Dorothy Spencer |             |

### 1940'erne
| År                         | Film                             | Klipper(er) |
| -------------------------- | -------------------------------- | ----------- |
| 1940(13.)                  |                                  |             |
| Canadas sønner             | Anne Bauchens                    |             |
| Vredens druer              | Robert L. Simpson                |             |
| Kvindeløgne                | Warren Low                       |             |
| Den lange rejse hjem       | Sherman Todd                     |             |
| Rebecca                    | Hal C. Kern                      |             |
| 1941 (14.)                 |                                  |             |
| Sergeant York              | William Holmes                   |             |
| Citizen Kane               | Robert Wise                      |             |
| Dr. Jekyll og Mr. Hyde     | Harold F. Kress                  |             |
| Grøn var min barndoms dal  | James B. Clark                   |             |
| De små ræve                | Daniel Mandell                   |             |
| 1942 (15.)                 |                                  |             |
| Når mænd er bedst          | Daniel Mandell                   |             |
| Mrs. Miniver               | Harold F. Kress                  |             |
| Han kom om natten          | Otto Meyer                       |             |
| Men dette fremfor alt      | Walter Thompson                  |             |
| Yankee Doodle Dandy        | George Amy                       |             |
| 1943 (16.)                 |                                  |             |
| Amerikas Luftvaaben        | George Amy                       |             |
| Casablanca                 | Owen Marks                       |             |
| Ørkenens hemmelighed       | Doane Harrison                   |             |
| Hvem ringer klokkerne for? | Sherman Todd og John F. Link Sr. |             |
| Sangen om Bernadette       | Barbara McLean                   |             |
| 1944 (17.)                 |                                  |             |
| Wilson                     | Barbara McLean                   |             |
| Går du min vej?            | LeRoy Stone                      |             |
| Janie                      | Owen Marks                       |             |
| None but the Lonely Heart  | Roland Gross                     |             |
| Usynlige lænker            | Hal C. Kern og James E. Newcom   |             |
| 1945 (18.)                 |                                  |             |
| National Velvet            | Robert J. Kern                   |             |
| Sct. Mary's klokker        | Harry Marker                     |             |
| Forspildte dage            | Doane Harrison                   |             |
| Junglens musketerer        | George Amy                       |             |
| Den store drøm             | Charles Nelson                   |             |
| 1946 (19.)                 |                                  |             |
| De bedste år               | Daniel Mandell                   |             |
| Det er herligt at leve     | William Hornbeck                 |             |
| Hele verdens sanger        | William A. Lyon                  |             |
| Den, der hævner            | Arthur Hilton                    |             |
| Hjortekalven               | Harold F. Kress                  |             |
| 1947 (20.)                 |                                  |             |
| Lev farligt                | Francis Lyon og Robert Parrish   |             |
| Biskoppens kone            | Monica Collingwood               |             |
| Mand og mand imellem       | Harmon Jones                     |             |
| Den grønne delfins gade    | George White                     |             |
| Natten uden nåde           | Fergus McDonell                  |             |
| 1948 (21.)                 |                                  |             |
| Den nøgne by               | Paul Weatherwax                  |             |
| Jeanne d'arc               | Frank Sullivan                   |             |
| Johnny Belinda             | David Weisbart                   |             |
| Red River                  | Christian Nyby                   |             |
| De røde sko                | Reginald Mills                   |             |
| 1949 (22.)                 |                                  |             |
| Champion - Mesterbokseren  | Harry W. Gerstad                 |             |
| Alle kongens mænd          | Robert Parrish og Al Clark       |             |
| Heltene fra Bastogne       | John Dunning                     |             |
| Heltene fra Iwo Jima       | Richard L. Van Enger             |             |
| Vinduet                    | Frederic Knudtson                |             |

### 1950'erne
| År                              | Film                                                 | Klipper(er) |
| ------------------------------- | ---------------------------------------------------- | ----------- |
| 1950 (23.)                      |                                                      |             |
| Kong Salomons miner             | Conrad A. Nervig                                     |             |
| Alt om Eva                      | Barbara McLean                                       |             |
| Annie Get Your Gun              | James E. Newcom                                      |             |
| Sunset Boulevard                | Arthur P. Schmidt og Doane Harrison                  |             |
| Den tredje mand                 | Oswald Hafenrichter                                  |             |
| 1951 (24.)                      |                                                      |             |
| En plads i solen                | William Hornbeck                                     |             |
| En amerikaner i Paris           | Adrienne Fazan                                       |             |
| Afgørelse ved daggry            | Dorothy Spencer                                      |             |
| Quo Vadis                       | Ralph E. Winters                                     |             |
| En by går amok                  | Chester Schaeffer                                    |             |
| 1952 (25.)                      |                                                      |             |
| Sheriffen                       | Elmo Williams og Harry W. Gerstad                    |             |
| Kom tilbage, lille Sheba        | Warren Low                                           |             |
| Flat Top                        | William Austin                                       |             |
| Verdens største show            | Anne Bauchens                                        |             |
| Moulin Rouge                    | Ralph Kemplen                                        |             |
| 1953 (26.)                      |                                                      |             |
| Herfra til evigheden            | William A. Lyon                                      |             |
| Crazylegs                       | Irvine "Cotton" Warburton                            |             |
| Månen er blå                    | Otto Ludwig                                          |             |
| Prinsessen holder fridag        | Robert Swink                                         |             |
| Klodernes kamp                  | Everett Douglas                                      |             |
| 1954 (27.)                      |                                                      |             |
| I storbyens havn                | Gene Milford                                         |             |
| En verdensomsejling under havet | Elmo Williams                                        |             |
| Mytteriet på Caine              | William A. Lyon og Henry Batista                     |             |
| Ingen vej tilbage               | Ralph Dawson                                         |             |
| Syv brude til syv brødre        | Ralph E. Winters                                     |             |
| 1955 (28.)                      |                                                      |             |
| En fremmed i byen               | Charles Nelson og William A. Lyon                    |             |
| Vend dem ikke ryggen            | Ferris Webster                                       |             |
| Broerne ved Toko-Ri             | Alma Macrorie                                        |             |
| Oklahoma!                       | Gene Ruggiero og George Boemler                      |             |
| Den tatoverede rose             | Warren Low                                           |             |
| 1956 (29.)                      |                                                      |             |
| Jorden rundt i 80 dage          | Gene Ruggiero og Paul Weatherwax                     |             |
| Min bedste ven, Gitano          | Merrill G. White                                     |             |
| Giganten                        | William Hornbeck, Philip W. Anderson og Fred Bohanan |             |
| Kampen mod fortiden             | Albert Akst                                          |             |
| De ti bud                       | Anne Bauchens                                        |             |
| 1957 (30.)                      |                                                      |             |
| Broen over floden Kwai          | Peter Taylor                                         |             |
| Sheriffen fra Dodge City        | Warren Low                                           |             |
| Pal Joey                        | Viola Lawrence og Jerome Thoms                       |             |
| Sayonara... farlig kærlighed    | Arthur P. Schmidt og Philip W. Anderson              |             |
| Anklagerens vidne               | Daniel Mandell                                       |             |
| 1958 (31.)                      |                                                      |             |
| Gigi                            | Adrienne Fazan                                       |             |
| Auntie Mame                     | William H. Ziegler                                   |             |
| Cowboy                          | William A. Lyon og Al Clark                          |             |
| Lænken                          | Frederic Knudtson                                    |             |
| Jeg vil leve!                   | William Hornbeck                                     |             |
| 1959 (32.)                      |                                                      |             |
| Ben-Hur                         | Ralph E. Winters og John D. Dunning                  |             |
| Et mord analyseres              | Louis R. Loeffler                                    |             |
| Menneskejagt                    | George Tomasini                                      |             |
| Nonnen                          | Walter Thompson                                      |             |
| På stranden                     | Frederic Knudtson                                    |             |

### 1960'erne
| År                                | Film                                                                       | Klipper(er) |
| --------------------------------- | -------------------------------------------------------------------------- | ----------- |
| 1960 (33.)                        |                                                                            |             |
| Nøglen under måtten               | Daniel Mandell                                                             |             |
| Alamo                             | Stuart Gilmore                                                             |             |
| Solen stod stille                 | Frederic Knudtson                                                          |             |
| Pepe                              | Viola Lawrence og Al Clark                                                 |             |
| Spartacus                         | Robert Lawrence                                                            |             |
| 1961 (34.)                        |                                                                            |             |
| West Side Story                   | Thomas Stanford                                                            |             |
| Fanny                             | William H. Reynolds                                                        |             |
| Navarones kanoner                 | Alan Osbiston                                                              |             |
| Dommen i Nürnberg                 | Frederic Knudtson                                                          |             |
| Forældrefælden                    | Philip W. Anderson                                                         |             |
| 1962 (36.)                        |                                                                            |             |
| Lawrence af Arabien               | Anne V. Coates                                                             |             |
| Den længste dag                   | Samuel E. Beetley                                                          |             |
| Kandidaten fra Manchuriet         | Ferris Webster                                                             |             |
| The Music Man                     | William H. Ziegler                                                         |             |
| Mytteri på Bounty                 | John McSweeney Jr.                                                         |             |
| 1963 (36.)                        |                                                                            |             |
| Vi vandt vesten                   | Harold F. Kress                                                            |             |
| Kardinalen                        | Louis R. Loeffler                                                          |             |
| Cleopatra                         | Dorothy Spencer                                                            |             |
| Den store flugt                   | Ferris Webster                                                             |             |
| Hopla, vi lever!                  | Frederic Knudtson (posthum nominering), Robert C. Jones og Gene Fowler Jr. |             |
| 1964 (37.)                        |                                                                            |             |
| Mary Poppins                      | Cotton Warburton                                                           |             |
| Becket                            | Anne V. Coates                                                             |             |
| Den store ulv kalder              | Ted J. Kent                                                                |             |
| Tys... tys, Charlotte             | Michael Luciano                                                            |             |
| My Fair Lady                      | William H. Ziegler                                                         |             |
| 1965 (38.)                        |                                                                            |             |
| The Sound of Music                | William H. Reynolds                                                        |             |
| Cat Ballou                        | Charles Nelson                                                             |             |
| Doktor Zivago                     | Norman Savage                                                              |             |
| Vinger til fugl Føniks            | Michael Luciano                                                            |             |
| Alle tiders race                  | Ralph E. Winters                                                           |             |
| 1966 (39.)                        |                                                                            |             |
| Grand Prix                        | Fredric Steinkamp, Henry Berman, Stewart Linder and Frank Santillo         |             |
| Den fantastiske rejse             | William B. Murphy                                                          |             |
| Russerne kommer, russerne kommer  | Hal Ashby og J. Terry Williams                                             |             |
| Kanonbåden San Pablo              | William H. Reynolds                                                        |             |
| Hvem er bange for Virginia Woolf? | Sam O'Steen                                                                |             |
| 1967 (40.)                        |                                                                            |             |
| I nattens hede                    | Hal Ashby                                                                  |             |
| Den blodige strand                | Frank P. Keller                                                            |             |
| Det beskidte dusin                | Michael Luciano                                                            |             |
| Doktor Dolittle                   | Samuel E. Beetley og Marjorie Fowler                                       |             |
| Gæt hvem der kommer til middag    | Robert C. Jones                                                            |             |
| 1968 (41.)                        |                                                                            |             |
| Bullitt                           | Frank P. Keller                                                            |             |
| Funny Girl                        | Robert Swink, Maury Winetrobe og William Sands                             |             |
| Hvem støver af?                   | Frank Bracht                                                               |             |
| Oliver!                           | Ralph Kemplen                                                              |             |
| De unge ta'r magten               | Fred R. Feitshans Jr. og Eve Newman                                        |             |
| 1969 (42.)                        |                                                                            |             |
| Z                                 | Françoise Bonnot                                                           |             |
| Hello Dolly                       | William H. Reynolds                                                        |             |
| Midnight Cowboy                   | Hugh A. Robertson                                                          |             |
| Santa Vittorias hemmelighed       | William A. Lyon og Earle Herdan                                            |             |
| Jamen man skyder da heste?        | Fredric Steinkamp                                                          |             |

### 1970'erne
| År                                   | Film                                                               | Klipper(er) |
| ------------------------------------ | ------------------------------------------------------------------ | ----------- |
| 1970 (43.)                           |                                                                    |             |
| Patton                               | Hugh S. Fowler                                                     |             |
| Airport - Vinger af ild              | Stuart Gilmore                                                     |             |
| M*A*S*H                              | Danford B. Greene                                                  |             |
| Tora! Tora! Tora!                    | James E. Newcom, Pembroke J. Herring og Inoue Chikaya              |             |
| Woodstock                            | Thelma Schoonmaker                                                 |             |
| 1971 (44.)                           |                                                                    |             |
| The French Connection                | Gerald B. Greenberg                                                |             |
| Truslen fra det ukendte              | Stuart Gilmore (posthum nominering) og John W. Holmes              |             |
| A Clockwork Orange                   | Bill Butler                                                        |             |
| Kotch                                | Ralph E. Winters                                                   |             |
| Sommeren 42 - jeg glemmer dig aldrig | Folmar Blangsted                                                   |             |
| 1972 (45.)                           |                                                                    |             |
| Cabaret                              | David Bretherton                                                   |             |
| Deliverance                          | Tom Priestley                                                      |             |
| The Godfather                        | William H. Reynolds og Peter Zinner                                |             |
| 4 uheldige helte                     | Frank P. Keller og Fred W. Berger                                  |             |
| SOS Poseidon kalder                  | Harold F. Kress                                                    |             |
| 1973 (46.)                           |                                                                    |             |
| Sidste stik                          | William H. Reynolds                                                |             |
| Sidste nat med kliken                | Verna Fields og Marcia Lucas                                       |             |
| Sjakalen                             | Ralph Kemplen                                                      |             |
| Eksorcisten                          | Jordan Leondopoulos, Bud S. Smith, Evan A. Lottman og Norman Gay   |             |
| Jonathan Livingston Havmåge          | Frank P. Keller og James Galloway                                  |             |
| 1974 (47.)                           |                                                                    |             |
| Det tårnhøje helvede                 | Harold F. Kress og Carl Kress                                      |             |
| Sheriffen skyder på det hele         | John C. Howard og Danford B. Greene                                |             |
| Chinatown                            | Sam O'Steen                                                        |             |
| Jordskævl                            | Dorothy Spencer                                                    |             |
| Det skrappe hold                     | Michael Luciano                                                    |             |
| 1975 (48.)                           |                                                                    |             |
| Døden gab                            | Verna Fields                                                       |             |
| En skæv eftermiddag                  | Dede Allen                                                         |             |
| Manden der ville være konge          | Russell Lloyd                                                      |             |
| Gøgereden                            | Richard Chew, Lynzee Klingman og Sheldon Kahn                      |             |
| Tre døgn for Condor                  | Fredric Steinkamp og Don Guidice                                   |             |
| 1976 (49.)                           |                                                                    |             |
| Rocky                                | Richard Halsey og Scott Conrad                                     |             |
| Alle præsidentens mænd               | Robert L. Wolfe                                                    |             |
| Landet der er mit                    | Robert C. Jones og Pembroke J. Herring                             |             |
| Nettet                               | Alan Heim                                                          |             |
| To minutters frist                   | Eve Newman og Walter Hannemann                                     |             |
| 1977 (50.)                           |                                                                    |             |
| Star Wars Episode IV: Et nyt håb     | Paul Hirsch, Marcia Lucas og Richard Chew                          |             |
| Nærkontakt af tredie grad            | Michael Kahn                                                       |             |
| Julia                                | Walter Murch                                                       |             |
| Det vilde ræs                        | Walter Hannemann og Angelo Ross                                    |             |
| Skillevejen                          | William H. Reynolds                                                |             |
| 1978 (51.)                           |                                                                    |             |
| The Deer Hunter                      | Peter Zinner                                                       |             |
| Drengene fra Brasilien               | Robert E. Swink                                                    |             |
| Coming Home - På vej hjem            | Don Zimmerman                                                      |             |
| Midnight Express                     | Gerry Hambling                                                     |             |
| Superman                             | Stuart Baird                                                       |             |
| 1979 (52.)                           |                                                                    |             |
| All That Jazz                        | Alan Heim                                                          |             |
| Dommedag nu                          | Richard Marks, Walter Murch, Gerald B. Greenberg og Lisa Fruchtman |             |
| Den sorte hingst                     | Robert Dalva                                                       |             |
| Kramer mod Kramer                    | Gerald B. Greenberg                                                |             |
| The Rose                             | Robert L. Wolfe og C. Timothy O'Meara                              |             |

### 1980'erne
| År                              | Film                                                                       | Klipper(er) |
| ------------------------------- | -------------------------------------------------------------------------- | ----------- |
| 1980 (53.)                      |                                                                            |             |
| Tyren fra Bronx                 | Thelma Schoonmaker                                                         |             |
| Coal Miner's Daughter           | Arthur Schmidt                                                             |             |
| Konkurrencen                    | David Blewitt                                                              |             |
| Elefantmanden                   | Anne V. Coates                                                             |             |
| Fame                            | Gerry Hambling                                                             |             |
| 1981 (54.)                      |                                                                            |             |
| Jagten på den forsvundne skat   | Michael Kahn                                                               |             |
| Viljen til sejr                 | Terry Rawlings                                                             |             |
| Den franske løjtnants kvinde    | John Bloom                                                                 |             |
| Deres sensommer                 | Robert L. Wolfe (posthum nominering)                                       |             |
| Reds                            | Dede Allen og Craig McKay                                                  |             |
| 1982 (55.)                      |                                                                            |             |
| Gandhi                          | John Bloom                                                                 |             |
| Das Boot                        | Hannes Nikel                                                               |             |
| E.T.                            | Carol Littleton                                                            |             |
| Officer og gentleman            | Peter Zinner                                                               |             |
| Tootsie                         | Fredric Steinkamp og William Steinkamp                                     |             |
| 1983 (56.)                      |                                                                            |             |
| Mænd af den rette støbning      | Glenn Farr, Lisa Fruchtman, Stephen A. Rotter, Douglas Stewart og Tom Rolf |             |
| Blue Thunder                    | Frank Morriss og Edward M. Abroms                                          |             |
| Flashdance                      | Bud S. Smith og Walt Mulconery                                             |             |
| Silkwood                        | Sam O'Steen                                                                |             |
| Tid til kærtegn                 | Richard Marks                                                              |             |
| 1984 (57.)                      |                                                                            |             |
| The Killing Fields              | Jim Clark                                                                  |             |
| Amadeus                         | Nena Danevic og Michael Chandler                                           |             |
| Cotton Club                     | Barry Malkin og Robert Q. Lovett                                           |             |
| Vejen til Indien                | David Lean                                                                 |             |
| Nu går den vilde skattejagt     | Donn Cambern og Frank Morriss                                              |             |
| 1985 (58.)                      |                                                                            |             |
| Vidnet                          | Thom Noble                                                                 |             |
| A Chorus Line                   | John Bloom                                                                 |             |
| Mit Afrika                      | Fredric Steinkamp, William Steinkamp, Pembroke J. Herring og Sheldon Kahn  |             |
| Familiens ære                   | Rudi Fehr og Kaja Fehr                                                     |             |
| Runaway Train - Flugtekspressen | Henry Richardson                                                           |             |
| 1986 (59.)                      |                                                                            |             |
| Platoon                         | Claire Simpson                                                             |             |
| Aliens                          | Ray Lovejoy                                                                |             |
| Hannah og hendes søstre         | Susan E. Morse                                                             |             |
| The Mission                     | Jim Clark                                                                  |             |
| Top Gun                         | Billy Weber og Chris Lebenzon                                              |             |
| 1987 (60.)                      |                                                                            |             |
| Den sidste kejser               | Gabriella Cristiani                                                        |             |
| Broadcast News                  | Richard Marks                                                              |             |
| Solens rige                     | Michael Kahn                                                               |             |
| Farligt begær                   | Michael Kahn og Peter E. Berger                                            |             |
| RoboCop                         | Frank J. Urioste                                                           |             |
| 1988 (61.)                      |                                                                            |             |
| Hvem snørede Roger Rabbit       | Arthur Schmidt                                                             |             |
| Die Hard                        | Frank J. Urioste og John F. Link                                           |             |
| Gorillaer i disen               | Stuart Baird                                                               |             |
| Mississippi Burning             | Gerry Hambling                                                             |             |
| Rain Man                        | Stu Linder                                                                 |             |
| 1989 (62.)                      |                                                                            |             |
| Født den 4. juli                | David Brenner og Joe Hutshing                                              |             |
| Bjørnen                         | Noëlle Boisson                                                             |             |
| Driving Miss Daisy              | Mark Warner                                                                |             |
| De fabelagtige Baker Boys       | William Steinkamp                                                          |             |
| Ærens mark                      | Steven Rosenblum                                                           |             |

### 1990'erne
| År                        | Film                                                                                | Klipper(er) |
| ------------------------- | ----------------------------------------------------------------------------------- | ----------- |
| 1990 (63.)                |                                                                                     |             |
| Danser med ulve           | Neil Travis                                                                         |             |
| Ghost                     | Walter Murch                                                                        |             |
| The Godfather Part III    | Barry Malkin, Lisa Fruchtman og Walter Murch                                        |             |
| Goodfellas                | Thelma Schoonmaker                                                                  |             |
| Jagten på Røde Oktobert   | Dennis Virkler og John Wright                                                       |             |
| 1991 (64.)                |                                                                                     |             |
| JFK                       | Joe Hutshing og Pietro Scalia                                                       |             |
| The Commitments           | Gerry Hambling                                                                      |             |
| Ondskabens øjne           | Craig McKay                                                                         |             |
| Terminator 2: Dommedag    | Conrad Buff, Mark Goldblatt og Richard A. Harris                                    |             |
| Thelma & Louise           | Thom Noble                                                                          |             |
| 1992 (65.)                |                                                                                     |             |
| De nådesløse              | Joel Cox                                                                            |             |
| Iskoldt begær             | Frank J. Urioste                                                                    |             |
| The Crying Game           | Kant Pan                                                                            |             |
| Et spørgsmål om ære       | Robert Leighton                                                                     |             |
| The Player                | Geraldine Peroni                                                                    |             |
| 1993 (66.)                |                                                                                     |             |
| Schindlers liste          | Michael Kahn                                                                        |             |
| Flygtningen               | Dennis Virkler, David Finfer, Dean Goodhill, Don Brochu, Richard Nord og Dov Hoenig |             |
| In the Line of Fire       | Anne V. Coates                                                                      |             |
| In the Name of the Father | Gerry Hambling                                                                      |             |
| The Piano                 | Veronika Jenet                                                                      |             |
| 1994 (67.)                |                                                                                     |             |
| Forrest Gump              | Arthur Schmidt                                                                      |             |
| Hoop Dreams               | Frederick Marx, Steve James og William Haugse                                       |             |
| Pulp Fiction              | Sally Menke                                                                         |             |
| En verden udenfor         | Richard Francis-Bruce                                                               |             |
| Speed                     | John Wright                                                                         |             |
| 1995 (68.)                |                                                                                     |             |
| Apollo 13                 | Mike Hill og Daniel P. Hanley                                                       |             |
| Babe - Den kække gris     | Marcus D'Arcy og Jay Friedkin                                                       |             |
| Braveheart                | Steven Rosenblum                                                                    |             |
| Fjenden i dybet           | Chris Lebenzon                                                                      |             |
| Seven                     | Richard Francis-Bruce                                                               |             |
| 1996 (69.)                |                                                                                     |             |
| Den engelske patient      | Walter Murch                                                                        |             |
| Evita                     | Gerry Hambling                                                                      |             |
| Fargo                     | Roderick Jaynes                                                                     |             |
| Jerry Maguire             | Joe Hutshing                                                                        |             |
| Shine                     | Pip Karmel                                                                          |             |
| 1997 (70.)                |                                                                                     |             |
| Titanic                   | Conrad Buff, James Cameron og Richard A. Harris                                     |             |
| Air Force One             | Richard Francis-Bruce                                                               |             |
| Det bli'r ikke bedre      | Richard Marks                                                                       |             |
| Good Will Hunting         | Pietro Scalia                                                                       |             |
| L.A. Confidential         | Peter Honess                                                                        |             |
| 1998 (71.)                |                                                                                     |             |
| Saving Private Ryan       | Michael Kahn                                                                        |             |
| Livet er smukt            | Simona Paggi                                                                        |             |
| Out of Sight              | Anne V. Coates                                                                      |             |
| Shakespeare in Love       | David Gamble                                                                        |             |
| Den tynde røde linje      | Billy Weber, Leslie Jones og Saar Klein                                             |             |
| 1999 (72.)                |                                                                                     |             |
| The Matrix                | Zach Staenberg                                                                      |             |
| American Beauty           | Tariq Anwar og Christopher Greenbury                                                |             |
| Æblemostreglementet       | Lisa Zeno Churgin                                                                   |             |
| The Insider               | William Goldenberg, Paul Rubell og David Rosenbloom                                 |             |
| Den sjette sans           | Andrew Mondshein                                                                    |             |

### 2000'erne
| År                                     | Film                                                | Klipper(er) |
| -------------------------------------- | --------------------------------------------------- | ----------- |
| 2000 (73.)                             |                                                     |             |
| Traffic                                | Stephen Mirrione                                    |             |
| Almost Famous                          | Joe Hutshing og Saar Klein                          |             |
| Tiger på spring, drage i skjul         | Tim Squyres                                         |             |
| Gladiator                              | Pietro Scalia                                       |             |
| Wonder Boys                            | Dede Allen                                          |             |
| 2001 (74.)                             |                                                     |             |
| Black Hawk Down                        | Pietro Scalia                                       |             |
| Et smukt sind                          | Mike Hill og Daniel P. Hanley                       |             |
| Ringenes Herre - Eventyret om Ringen   | John Gilbert                                        |             |
| Memento                                | Dody Dorn                                           |             |
| Moulin Rouge!                          | Jill Bilcock                                        |             |
| 2002 (75.)                             |                                                     |             |
| Chicago                                | Martin Walsh                                        |             |
| Gangs of New York                      | Thelma Schoonmaker                                  |             |
| The Hours                              | Peter Boyle                                         |             |
| Ringenes Herre - De to Tårne           | Michael Horton                                      |             |
| Pianisten                              | Hervé de Luze                                       |             |
| 2003 (76.)                             |                                                     |             |
| Ringenes Herre - Kongen vender tilbage | Jamie Selkirk                                       |             |
| City of God                            | Daniel Rezende                                      |             |
| Cold Mountain                          | Walter Murch                                        |             |
| Master and Commander: Ved verdens ende | Lee Smith                                           |             |
| Seabiscuit                             | William Goldenberg                                  |             |
| 2004 (77.)                             |                                                     |             |
| The Aviator                            | Thelma Schoonmaker                                  |             |
| Collateral                             | Jim Miller og Paul Rubell                           |             |
| Finding Neverland                      | Matt Chesse                                         |             |
| Million Dollar Baby                    | Joel Cox                                            |             |
| Ray                                    | Paul Hirsch                                         |             |
| 2005 (78.)                             |                                                     |             |
| Crash                                  | Hughes Winborne                                     |             |
| Cinderella Man                         | Mike Hill og Dan Hanley                             |             |
| The Constant Gardener                  | Claire Simpson                                      |             |
| München                                | Michael Kahn                                        |             |
| Walk the Line                          | Michael McCusker                                    |             |
| 2006 (79.)                             |                                                     |             |
| The Departed                           | Thelma Schoonmaker                                  |             |
| Babel                                  | Douglas Crise og Stephen Mirrione                   |             |
| Blood Diamond                          | Steven Rosenblum                                    |             |
| Children of Men                        | Alfonso Cuarón og Alex Rodríguez                    |             |
| United 93                              | Clare Douglas, Richard Pearson og Christopher Rouse |             |
| 2007 (80.)                             |                                                     |             |
| The Bourne Ultimatum                   | Christopher Rouse                                   |             |
| Dykkerklokken og sommerfuglen          | Juliette Welfling                                   |             |
| Into the Wild                          | Jay Cassidy                                         |             |
| No Country for Old Men                 | Roderick Jaynes                                     |             |
| There Will Be Blood                    | Dylan Tichenor                                      |             |
| 2008 (81.)                             |                                                     |             |
| Slumdog Millionaire                    | Chris Dickens                                       |             |
| Benjamin Buttons forunderlige liv      | Kirk Baxter og Angus Wall                           |             |
| The Dark Knight                        | Lee Smith                                           |             |
| Frost/Nixon                            | Mike Hill og Dan Hanley                             |             |
| Milk                                   | Elliot Graham                                       |             |
| 2009 (82.)                             |                                                     |             |
| The Hurt Locker                        | Chris Innis og Bob Murawski                         |             |
| Avatar                                 | James Cameron, John Refoua og Stephen E. Rivkin     |             |
| District 9                             | Julian Clarke                                       |             |
| Inglourious Basterds                   | Sally Menke                                         |             |
| Precious                               | Joe Klotz                                           |             |

### 2010'erne
| År                                       | Film                                              | Klipper(er) |
| ---------------------------------------- | ------------------------------------------------- | ----------- |
| 2010 (83.)                               |                                                   |             |
| The Social Network                       | Kirk Baxter og Angus Wall                         |             |
| 127 Hours                                | Jon Harris                                        |             |
| Black Swan                               | Andrew Weisblum                                   |             |
| The Fighter                              | Pamela Martin                                     |             |
| Kongens store tale                       | Tariq Anwar                                       |             |
| 2011 (84.)                               |                                                   |             |
| The Girl with the Dragon Tattoo          | Kirk Baxter og Angus Wall                         |             |
| The Artist                               | Anne-Sophie Bion og Michel Hazanavicius           |             |
| The Descendants                          | Kevin Tent                                        |             |
| Hugo                                     | Thelma Schoonmaker                                |             |
| Moneyball                                | Christopher Tellefsen                             |             |
| 2012 (85.)                               |                                                   |             |
| Operation Argo                           | William Goldenberg                                |             |
| Life of Pi                               | Tim Squyres                                       |             |
| Lincoln                                  | Michael Kahn                                      |             |
| Silver Linings Playbook                  | Jay Cassidy og Crispin Struthers                  |             |
| Zero Dark Thirty                         | Dylan Tichenor og William Goldenberg              |             |
| 2013 (86.)                               |                                                   |             |
| Gravity                                  | Alfonso Cuarón og Mark Sanger                     |             |
| 12 Years a Slave                         | Joe Walker                                        |             |
| American Hustle                          | Jay Cassidy, Crispin Struthers og Alan Baumgarten |             |
| Captain Phillips                         | Christopher Rouse                                 |             |
| Dallas Buyers Club                       | John Mac McMurphy og Martin Pensa                 |             |
| 2014 (87.)                               |                                                   |             |
| Whiplash                                 | Tom Cross                                         |             |
| American Sniper                          | Joel Cox og Gary D. Roach                         |             |
| Boyhood                                  | Sandra Adair                                      |             |
| The Grand Budapest Hotel                 | Barney Pilling                                    |             |
| The Imitation Game                       | William Goldenberg                                |             |
| 2015 (88.)                               |                                                   |             |
| Mad Max: Fury Road                       | Margaret Sixel                                    |             |
| The Big Short                            | Hank Corwin                                       |             |
| The Revenant                             | Stephen Mirrione                                  |             |
| Spotlight                                | Tom McArdle                                       |             |
| Star Wars Episode VII: The Force Awakens | Maryann Brandon og Mary Jo Markey                 |             |
| 2016 (89.)                               |                                                   |             |
| Hacksaw Ridge                            | John Gilbert                                      |             |
| Arrival                                  | Joe Walker                                        |             |
| Hell or High Water                       | Jake Roberts                                      |             |
| La La Land                               | Tom Cross                                         |             |
| Moonlight                                | Nat Sanders og Joi McMillon                       |             |